# Худяшев, Александр Виссарионович
Худя́шев Александр Виссарионович (28 октября 1886 — 19 августа 1927) — русский художник, один из организаторов художественного музея в Барнауле.

## Биография
Александр Худяшев родился 28 октября 1886 года в Барнауле, в семье канцелярского служащего Главного управления Алтайского горного округа.
Художественное образование получил в Казанском художественном училище и частных студиях Москвы, где обучался живописи и скульптуре.
В 1909 году закончил обучение и стал учителем рисования в Томской женской гимназии.
В августе 1912 организовал в Томске выставку молодых художников. Его картина «Эллада» была признана одной из лучших.
В 1922 художник переезжает в Барнаул, где поступает учителем рисования в Барнаульский педагогический техникум. Во второй половине 1920-х Александр Виссарионович Худяшев помогает А. Н. Борисову в организации художественной студии и школы в Барнауле. В 1924 году Барнаульский окружной отдел народного образования поручил А. В. Худяшеву на общественных началах заняться восстановлением коллекции Барнаульского художественного музея, пришедшей в упадок к этому времени. За полтора года художник смог разыскать у водовозов, сторожей и в других случайных местах половину былой коллекции — около 200 работ. А. В. Худяшев восстанавливает авторство, ремонтирует рамы собрания западноевропейских, русских и советских мастеров живописи. Памятники искусства располагались в плохих условиях, после смерти художника 19 августа 1927 коллекция пропала окончательно.

## Известные произведения
- «Эллада»
- «Пир во время чумы»
- «Гибель Атлантиды»
- «Персей и Андромеда»
- «Испанский кабачок»